# Cuarta teoría política
La Cuarta Teoría Política (en ruso: Четвёртая политическая теория, Chetviórtaya Politícheskaya Teóriya) es un libro escrito por el politólogo y teórico político ruso Aleksandr Duguin, publicado en 2009. En dicha obra, Duguin llama a construir una nueva teoría política, que vendría a ser la cuarta teoría, superadora de las tres anteriores: el liberalismo, el socialismo y el fascismo, fallidas las tres según el análisis de Duguin. Este planteamiento de la 4PT tiene su principal portaestandarte, además de en el propio Duguin, en el movimiento eurasianista y en otros movimientos fuera de Rusia, como por ejemplo la organización etnopluralista y antiimperialista estadounidense New Resistance.
Este libro ha sido citado en ocasiones como inspiración para las actuales políticas de Rusia con respecto a la Guerra del Dombás, en la extrema derecha europea en general y la extrema izquierda a nivel global.

## Resumen
En su obra, Aleksandr Dugin supone una teoría política completamente nueva para reemplazar lo que él denomina las teorías políticas predecesoras las cuales son el liberalismo, el fascismo y el comunismo. El objetivo de Duguin es tomar elementos de los tres anteriores, "neutralizar" y "descontaminar" los aspectos negativos de las mismas (como el racismo en el caso del fascismo) e incorporarlas en esta nueva ideología. Dugin se refiere a esta ideología como una "teoría antimoderna atemporal" válida para cualquier época.
Dugin considera al liberalismo como una ideología que ha superado a las demás. Además establece la visión negativa del pasado por parte de los partidarios del liberalismo y el concepto moderno del progreso como equívocos. Dugin describe estas tendencias como formas de racismo y un "genocidio moral contra el pasado".
De las tres teorías políticas anteriores, Dugin descarta los aspectos que él considera negativos y resalta los considerados como positivos. Dugin los combina para formar una "nueva" teoría política basada en el "ethnos", explicando que considera que el mayor valor de su Cuarta Teoría Política es ser un fenómeno cultural que considera a cada comunidad como una "entidad orgánica" consistente en varios elementos que la definen como la lengua, las creencias religiosas, los usos y costumbres entre otros.

## Recepción
La publicación Commonweal ha definido la obra como una "mezcla esquizoide de ontología de Martin Heidegger y Gilles Deleuze, relativismo postmoderno, críticas al liberalismo y megalomanía geopolítica".
El columnista Doug Sanders de The Globe and Mail ha citado el libro como una inspiración posible para las políticas de Rusia en eventos como la Guerra del Dombás.
Ramón González Férriz, en El Confidencial expresa su preocupación sobre la influencia del contenido de esta obra en círculos de extrema izquierda y extrema derecha así como en la política de Rusia.